# Плауц, Конрад
Ко́нрад Пла́уц (нем. Konrad Plautz; род. 16 октября 1964, Нафис, Тироль) — австрийский футбольный судья. Завершил карьеру в 2009 году.
Один из лучших европейских судей. Ведущий австрийский судья, который обслуживает международные матчи с 1996 года.
Судит матчи Лиги чемпионов с 2000 года, работал на встречах австрийской Бундеслиги, Суперкубка УЕФА, Кубка УЕФА, Кубка Австрии, отборочного и финального турниров чемпионата Европы 2008.
На финальном турнире Евро-2008 его ассистентами были Эгон Беройтер и Маркус Майр.
Увлекается театром, играет в спектаклях на любительском уровне. Директор любительской театральной труппы.

## Карьера
- 26 мая 1984 — сдал экзамен на футбольного судью
- 1 августа 1989 — 31 июля 1991 — Помощник судьи австрийской Бундеслиги
- С 1 августа 1991 — Судья австрийской Бундеслиги
- С 1 января 1996 — Судья ФИФА
- С 1 января 2000 — Один из 30 топ-судей УЕФА
- 6 декабря 2009 — провёл последний матч в австрийской Бундеслиге.